# District de Taishan
Pour les articles homonymes, voir Taishan.

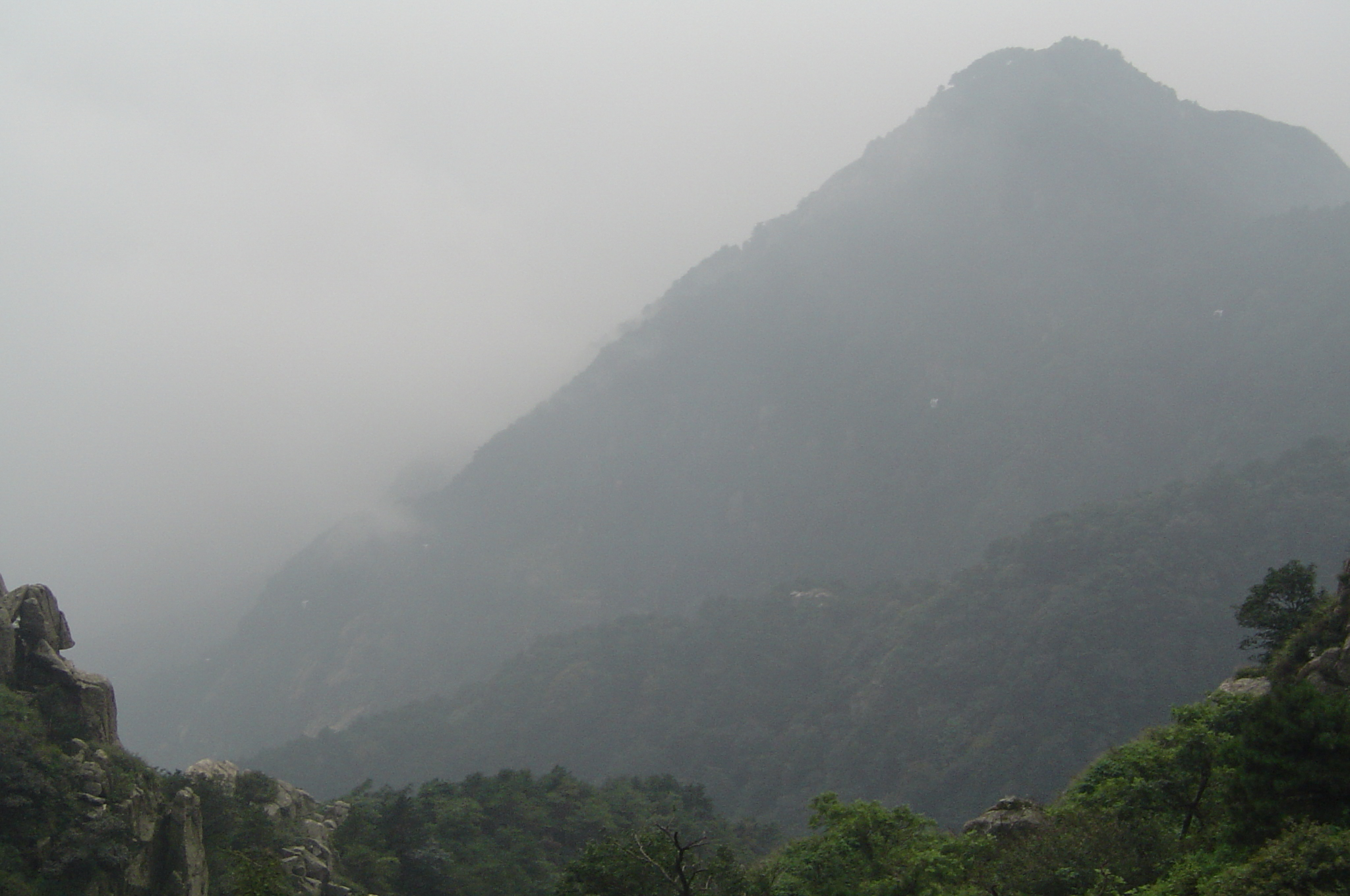

Le district de Taishan (泰山区 ; pinyin : Tàishān Qū) est une subdivision administrative de la province du Shandong en Chine. Il est placé sous la juridiction de la ville-préfecture de Tai'an.